# La Plaine aux Sables
Ne doit pas être confondu avec Plaine des Sables.
La Plaine aux Sables est un petit village des Hauts de l'île de La Réunion. Situé sur le territoire communal de La Possession, à environ 1 450 mètres d'altitude, ce hameau constitue l'un des îlets du cirque naturel de Mafate, au sud-ouest de celui-ci. Inaccessible par la route, il peut être atteint à pied via une bretelle entre le sentier de grande randonnée appelé GR R2 au sud-ouest et son homologue nommé GR R1 au nord-est, ce qui en fait une étape possible pour les randonneurs entre Marla et La Nouvelle.
D'après l’agence pour l'observation de La Réunion, l'aménagement et l'habitat, le site sur lequel est implanté l’îlet présente des caractéristiques paysagères tout à fait singulière, et c’est pourquoi en 2001 elle a recommandé à l’Office national des forêts (ONF) de ne pas y conduire une politique d’aménagement volontariste.